# Austroaeschna atrata
Austroaeschna atrata – gatunek ważki z rodziny żagnicowatych (Aeshnidae).